# État d'Edo
Pour les articles homonymes, voir Edo.
L'État d'Edo est un État du sud-ouest du Nigeria. Il est au cœur de l'ancien royaume du Benin.

## Histoire
L'État d'Edo a été créé le 27 août 1991 sous l'administration du président Ibrahim Babangida après une agitation populaire menée par l'oba du Benin, Erediauwa (en).
Il est issu du nord de l'ancien État de Bendel qui a fait partie du protectorat du Sud Nigeria de 1900 à 1954 et des régions de l'Ouest de 1955 à 1963.
L'État s'est aussi appelé Mid western region (région du centre-ouest) en 1963 puis Mid western state (État du centre-ouest) en 1967.

## Géographie
L'État d'Edo est bordé au sud par l'État de Delta, à l'ouest par l'État d'Ondo, au nord par l'État de Kogi et à l'est par l'État d'Anambra.
|      | Kogi       |         |
| Ondo | État d'Edo | Kogi    |
|      | Delta      | Anambra |

Les principales villes sont Benin City, Uromi, Ekpoma, Auchi, Ubiaja, Afuze.

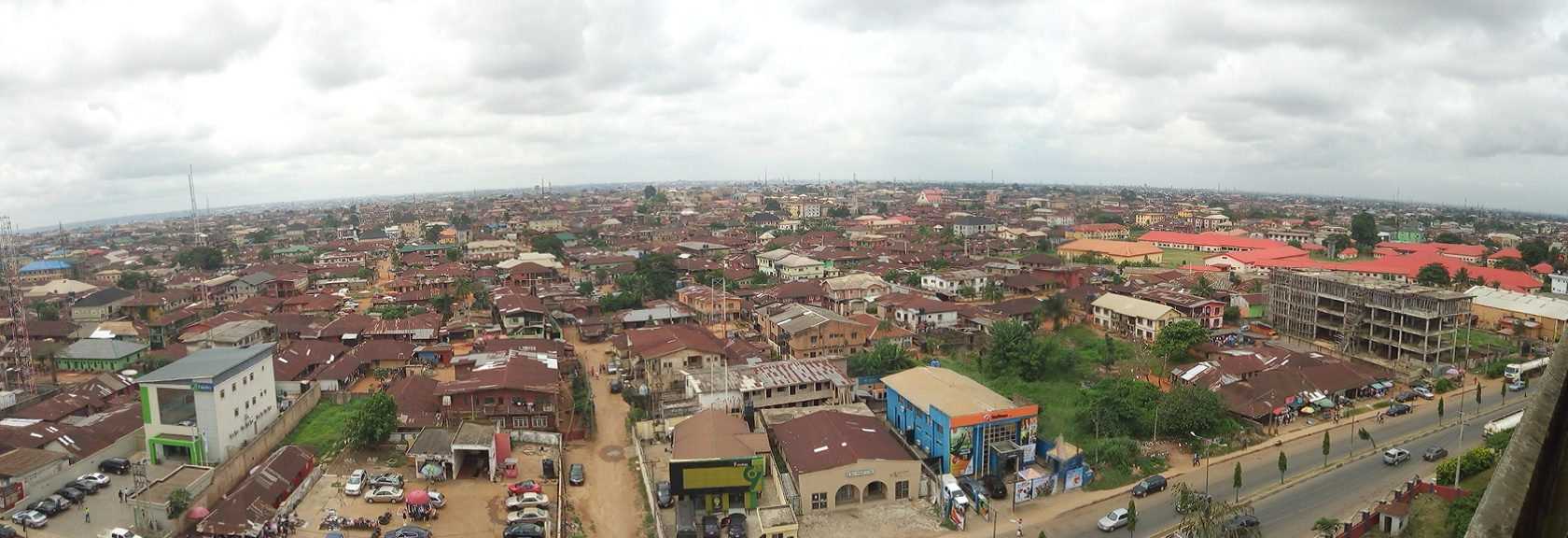
Benin City.

La végétation est de type forêt tropicale dans le sud (Benin, plateau d'Esan) et savane dans le nord.

## Divisions
L'État est divisé en 18 LGAs (Local Government Areas, régions de gouvernement local) :
| LGA             | Capitale      |
| Akoko-Edo       | Igarra        |
| Egor            | Uselu         |
| Esan Central    | Irrua         |
| Esan North-East | Uromi         |
| Esan South-East | Ubiaja        |
| Esan West       | Ekpoma        |
| Etsako Central  | Fugar         |
| Etsako East     | Agenebode     |
| Etsako West     | Auchi         |
| Igueben         | Igueben       |
| Ikpoba-Okha     | Idogbo        |
| Oredo           | Benin City    |
| Orhionmwon      | Abudu         |
| Ovia North East | Okada         |
| Ovia South West | Iguobazuwa    |
| Owan East       | Afuze         |
| Owan West       | Sabongida Ora |
| Uhunmwonde      | Ehor          |

## Culture
Ce tableau représente la liste des langues parlées dans l'État, et les zones dans lesquelles elles sont parlées.
Il date d'avant la création des LGAs d'Egor, lkpoba-Okha, lgueben et Etsako Central.
| Langue                  | LGAs où la langue est pratiquée   |
| Ebira                   | Akoko-Edo                         |
| Edo                     | Ovia, Oredo et Orhionwon          |
| Emai-iuleha-ora         | Owan                              |
| Esan                    | Agbazko, Okpebho, Owan, et Etsako |
| Ghotuo                  | Owan et Akoko-Edo                 |
| Ibilo ika               | Orhionwon                         |
| Ikpeshi                 | Etsako                            |
| Ivbie north-okpela-arhe | Etsako et Akoko-Edo               |
| Okpamheri               | Akoko-Edo                         |
| Okpe-idesa-akuku        | Akoko-Edo                         |
| Oloma                   | Akoko-Edo                         |
| Ososo                   | Akoko-Edo                         |
| Sasaru-enwan-igwe       | Akoko-Edo                         |
| Ukaan                   | Akoko-Edo                         |
| Uneme                   | Etsako, Agbazko et Akoko-Edo      |
| Yekhee                  | Etsako, Agbako et Okpebho         |